# Reinhard Schwarz-Schilling
Pour les articles homonymes, voir Schwarz et Schilling.
Reinhard Schwarz-Schilling (9 mai 1904 à Hanovre – 9 décembre 1985 à Berlin) est un compositeur allemand.

## Biographie
Fils d'un industriel chimiste, Schwarz-Schilling a commencé ses études musicales en 1922, d'abord à Munich et ensuite à Cologne, entrecoupées par plusieurs séjours en Italie. De 1927 à 1929, il a eu comme professeur Heinrich Kaminski, qui a eu aussi comme élève Carl Orff. En 1938, il a obtenu un poste d'enseignant à la Hochschule für Musik und Darstellende Kunst de Berlin (actuellement Université des arts).
Profondément catholique, Schwarz-Schilling écrit une musique très souvent inspirée par des thèmes religieux et spirituels. Son langage tonal est dans la tradition de Johann Sebastian Bach et est fortement influencé par celui de son professeur Heinrich Kaminski. Son œuvre la plus connue est la Cantate Die Botschaft ("La Nouvelle"), composée entre 1979 et 1982, mais il a aussi composé un grand nombre de pièces pour orchestre, musique de chambre et musique chorale. 
La Symphonie en ut majeur(1963), la Sinfonia diatonica (1957) et Introduction & Fugue pour orchestre à cordes (1948) ont été enregistrés par Naxos Cd #8.570435 (2008).
Son fils est l'homme politique allemand Christian Schwarz-Schilling.

## Œuvres

### Œuvres orchestrales
- Partita pour orchestre (1934-1935), en quatre parties, durée d'exécution d'environ une demi-heure, créé le 15 février 1935 sous la direction de Hellmut Schnackenberg[1].
- Polonaise (1936) , sous-titrée « Pyrmonter Kurmusik », créée par le Niedersächsisches Landesorchester le 28 août 1936 sous la direction de Fritz Lehmann[1]
- Introduktion und Fuge pour orchestre à cordes (1948)
- Concerto pour violon et orchestre (1953), en trois mouvements, durée d'exécution d'environ une demi-heure, créé par le violoniste Siegfried Borries avec l'orchestre philharmonique de Berlin sous la direction de Joseph Keilberth le 23 février 1954[1].
- Sinfonia diatonica (1957)
- Symphonie en ut majeur (1963)

### Œuvres pour orgue
- Präludium und Fuge pour orgue (1933)
- Da Jesus an dem Kreuze stund. Canonische Choralbearbeitung für Orgel [aussi avec flûte et violon] (1942)
- Zwölf Choralvorspiele pour orgue (1953)
- Concerto per Organo (1957)

### Musique vocale
- LAETARE pour chœur à 5-6 voix, cordes, 2 trompettes (1958)
- Die Botschaft, cantate pour mezzosoprano, baryton, chœur et orchestre (1979-1982)